# 高橋咲妃恵
高橋 咲妃恵（たかはし さきえ、1993年4月18日 - ）は、日本の元女子バレーボール選手である。

## 来歴
東京都武蔵村山市出身。東京立正中学校を卒業後、2009年に宮城県の強豪古川学園高校に進学。同級生には山田美花がいる。高校2年次にはインターハイ、国体で優勝、春高バレーで準優勝した。
2012年4月、トヨタ車体クインシーズに入部。同年11月17日の久光製薬スプリングス戦でプレミアリーグデビューを果たした。
2014年6月にトヨタ車体を退社し、2015年にVチャレンジリーグの仙台ベルフィーユに移籍した。2017年7月に仙台ベルフィーユがチーム消滅したことに伴い、プロクラブチームのヴィクトリーナ姫路に移籍した。
2019/20シーズンから、前シーズン限りで現役を引退した河合由貴に代わり、チームの主将を務めている。ポジションはアウトサイドヒッターからリベロにコンバートした。同シーズン終了をもって現役を引退した。

## 所属チーム
- 東京立正中学校
- 古川学園高校（2009-2012年)
- トヨタ車体クインシーズ（2012-2014年）
- 仙台ベルフィーユ（2015-2017年）
- ヴィクトリーナ姫路（2017-2020年）

## 個人成績
Vプレミアリーグレギュラーラウンドにおける個人成績は下記の通り。
| シーズン | 所属       | 出場 | 出場   | アタック | アタック | アタック | アタック | ブロック | ブロック | サーブ | サーブ | サーブ | サーブ | レセプション | レセプション | 総得点 | 備考 |
| -------- | ---------- | ---- | ------ | -------- | -------- | -------- | -------- | -------- | -------- | ------ | ------ | ------ | ------ | ------------ | ------------ | ------ | ---- |
| シーズン | 所属       | 試合 | セット | 打数     | 得点     | 決定率   | 効果率   | 決定     | /set     | 打数   | エース | 得点率 | 効果率 | 受数         | 成功率       | 総得点 | 備考 |
| 2012/13  | トヨタ車体 | 28   | 72     | 0        | 0        | 0.0%     | %        | 0        | 0.0      | 30     | 0      | 0.0%   | 4.2%   | 129          | 71.3%        | 0      |      |
| 2013/14  | トヨタ車体 | 26   | 67     | 0        | 0        | 0.0%     | %        | 0        | 0.0      | 0      | 0      | 0.0%   | 0.0%   | 220          | 61.8%        | 0      |      |